# Вторгнення Цезаря в Британію

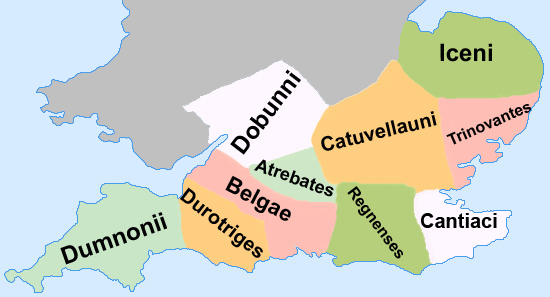
Королівства кельтів на півдні Британії у І ст. д.н.е - І ст. н.е.

Протягом Галльських війн Юлій Цезар здійснив два походи в Британію, в 55 та 54 р. до н. е. Існують два припущення щодо мети першого походу: повномасштабна кампанія з підкорення (в цьому разу похід був невдалим, оскільки римляни захопили лише смужку на узбережжі Кенту), або рекогностування. Другий похід був більш вдалим, в результаті цього походу римляни привели до влади союзного короля Мандубракія та підкорили його супротивника Кассівелауна. Формально не було завойовано жодної території, проте деякі землі було повернено під владу триновантів, окрім того, було обкладено даниною інші племена сучасної східної Англії.

## Британія до Цезаря
Британія була здавна відома в стародавні часи як джерело олова (назва «Британія» за етимологію походить від фінікійського «Баратанак», тобто «Земля олова»), та була досліджена давньогрецьким дослідником Піфеєм в 4 сторіччі до н. е., та, можливо, карфагенянином Гімільконом — в 5 сторіччі. Проте її географічне розташування на краю землі, за Океаном, створювало над неї завісу загадковості. Деякі тогочасні автори навіть наполягали на тому, що вона не існувала,, а подорож Піфея вважали містифікацією.

## Перший похід

### Планування та розвідка

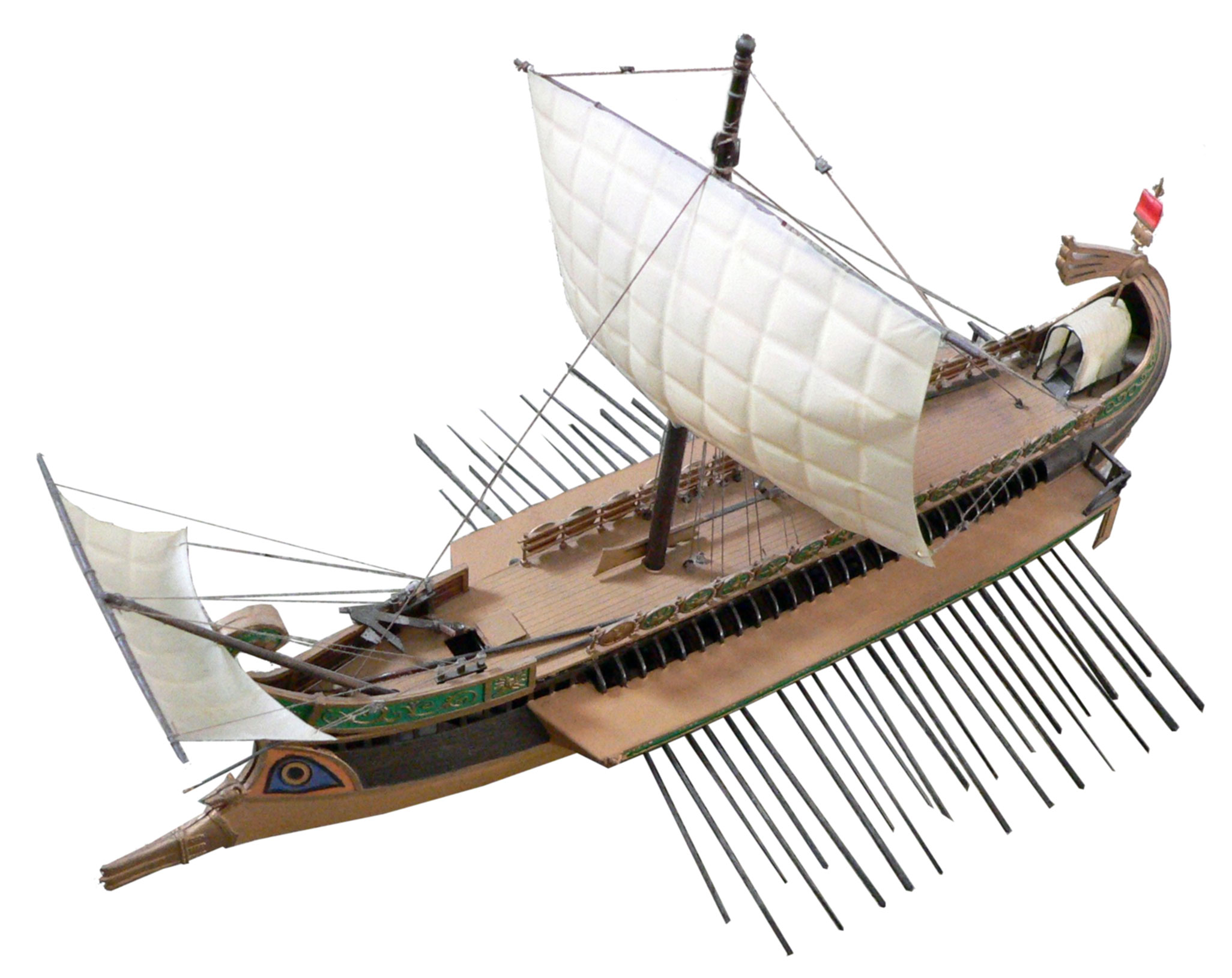
Гребна бірема, яка, можливо, використовувалася військами Цезаря, абсолютно непристосована для переправи через неспокійний Ла-Манш.

Під час завоювання Галлії Цезар стверджував, що брити підтримували галлів у боротьбі проти нього та надавали притулок белгам, а також казав про те, що венети з Арморики, які контролювали морські торговельні шляхи на острів, зверталися за допомогою до британських союзників у боротьбі проти нього в 56 р. до н. е. Страбон вказує на те, що венетійський заколот в 56 р. до н. е. мав за мету зашкодити Цезарю у його планах відправитися в Британію, таким чином, вказуючи на те, що можливість римської військової експедиції в Британію вже на той час розглядалася.
Пізно влітку в 55 р. до н. е., хоча сприятливий період для військових дій вже спливав, Цезар вирішив розпочати військову експедицію в Британію. Цезар зібрав торговців, які займалися торгівлею з островом, проте вони не змогли або не захотіли надати йому інформацію про мешканців острова або можливості використання узбережжя для висадки військ, можливо, побоюючись втратити їхню монополію на торгівлю через Ла-Манш. Тоді Цезар відправив трибуна Гая Волусена для розвідки узбережжя на одному військовому кораблі. Припускається, що трибун дослідив узбережжя Кенту між Хітом та Сендвічем, проте без висадки на територію, оскільки він «не наважився покинути корабель та наразитися на варварів» та через п'ять днів повернувся до Цезаря з тими розвідданними, які йому вдалося зібрати.
До того часу посланці деяких британських держав, отримавши інформацію про можливе вторгнення від торговців, почали прибувати до Цезаря, декларуючи їхню покірність. Цезар відправив їх назад разом з його союзником Коммієм, королем галлійських атребатів, для того, щоби вони вплинули на якомога більше держав та схилили їх на свій бік.
Цезар зібрав флот з 80 транспортів, придатний для переправи двох легіонів, а також невідому кількість бойових кораблів під проводом квестора, в одному з портів на території моринів, найбільш ймовірно, поблизу Ітія (Булонь-сюр-Мер). Додаткові 80 транспортів з кавалерією мали відплити з іншого порту, можливо, Амблетезу. Ці кораблі могли бути як триремами, так і біремами, або збудовані за дизайном, подібним до венетійських, які Цезар бачив раніше, або могли бути реквізовані у венетів та інших прибережних племен. Явно поспішаючи, Цезар залишив гарнізон в порту та відплив о третій годині ночі 23 серпня. з легіонами, залишивши кавалерію, яка повинна була завантажитися на кораблі та відплити якомога швидше. Враховуючи подальші події, це могло бути тактичною помилкою або, оскільки легіони переправлялися також без важкого облогового озброєння, це вторгнення не ставило за мету повне підкорення острова.

### Висадка

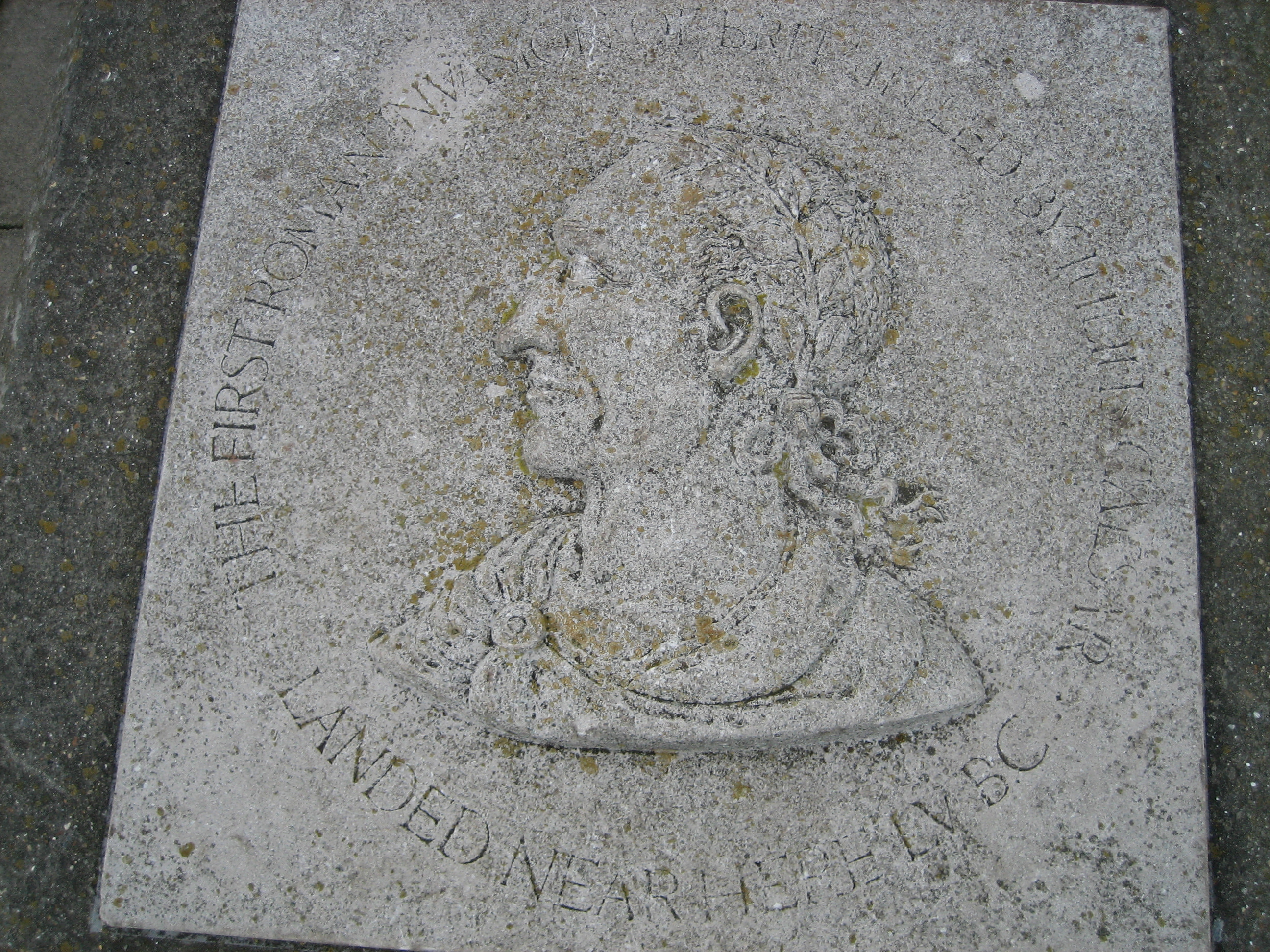
Меморіальна дошка, присвячена вторгненню Цезаря, в Ділі

Спочатку Цезар намагався висадитися в Дубрісі (Дувр), природна гавань якого була визначена Волусенієм як придатне місце для висадки. Проте, в той час, як кораблі наближалися до берега, Цезар побачив значні сили бритів, згруповані на навколишніх пагорбах (Білі Скелі), та вирішив змінити місце висадки, оскільки пагорби були розташовані «так близько до берега, що можна було метнути вниз спис» на війська, якби вони почали висадку. Цезар скликав військову раду, на якій видав наказ своїм командирам діяти на їхній власний розсуд, після цього флот знявся з якоря та пройшов приблизно десять кілометрів вздовж узбережжя до відкритої місцевості. Попри відсутність археологічних доказів, найбільш ймовірно, що місцем висадки став Волмер, який знаходиться приблизно на цій відстані від Білих Скель.
Кавалерія та колісниці бритів слідували за римським флотом узбережжям, таким чином, ускладнюючи висадку. Окрім того, римські кораблі були заважкі для того, щоби наблизитися до берега, таким чином, війська мали висаджуватися на глибині, наражаючись на атаки ворога з мілини. Солдати противилися висадці, проте, згідно зі словами Цезаря, послідували за аквіліфером десятого легіону, який стрибнув у воду зі словами:
|  | Вперед, брати вояки, якщо ви не хочете зрадити свого орла перед ворогом! Я особисто виконаю свій обов'язок перед республікою та моїм генералом. |

Бритів було відкинуто за допомогою катапульт та пращ, які стріляли з кораблів по відкритому флангу бритів. Римлянам вдалося висадитися та відтіснити бритів. Кавалерія, затримана зустрічними вітрами, до цього часу не прибула, таким чином, римляни не могли продовжувати переслідування бритів та завдати їм остаточної поразки, надавши Цезарю можливість насолодитися його «звичним успіхом».

### Бої на узбережжі
Римляни розбили табір на узбережжі, брити почали відправляти своїх посланців до Цезаря. Цезар стверджує проведення перемовин з позиції сили та те, що британські вожді зреклися атак на нього, покладаючи провину за них на простолюдинів, та протягом чотирьох днів погодилися на надання заручників та розпуск своїх армій. Через деякий час кораблі з кавалерію з'явилися на горизонті, але були розкидані штормом та змушені повернути назад в Галію. Пізніше Цезар був захоплений зненацька британськими припливами, під час яких кораблі на березі заливало водою, а ті, що стояли на якорі, наражалися один на одного. Деякі з кораблів потонули, а деякі було пошкоджено, ускладнюючи повернення.
Усвідомивши це та сподіваючись затримати Цезаря в Британії на зиму, змусивши його голодувати, брити відновили свої атаки, влаштувавши засідку на один з легіонів під час того, як він добував провіант поблизу римського табору. Бритів було відкинуто за допомогою основного римського війська, проте через декілька днів вони перегрупувалися та розпочали нові атаки з більшими силами. Цю атаку було успішно відбито з великими втратами, використовуючи імпровізовану кавалерію, яку Коммій зібрав з про-римських бритів та тактику спаленої землі.
Брити знову відправили своїх посланців Цезарю та, хоча він і подвоїв кількість заручників, він розумів, що не зможе втриматися і не хотів ризикувати, організовуючи зворотню переправу під час зимових штормів (наближалося зимове сонцестояння). Цезар погодився на доставку заручників в Галію, куди він і повернувся з тими кораблями, які можливо було втримати на плаву. Проте після цього лише два племені відчували себе в безпосередній небезпеці від римлян і відправили заручників до Цезаря.

### Результати та наслідки
В цілому кампанія була невдалою. Якщо вона планувалася як повномасштабне вторгнення або окупація, невдача була очевидною. Навіть у разі, якщо метою кампанію була рекогносцировка та демонстрація римської військової міці галам та бритам, її досягти не вдалося. Тим не менше, сама по собі переправа в Британію викликала таке захоплення в Римі, що Сенат видав указ про двадцятиденне благодаріння після отримання звіту Цезаря.

## Другий похід (54 р. до н.е.)

### Підготовка
Підготовка до другого походу почалася взимку 55-54 р. до н. е., а сам похід було заплановано на літо 54. Цицерон в листах до свого друга Гайя Требація та брата Квінта, які служили в армії Цезаря, був у захваті від цих планів. Він просив Гая Требація захопити для нього військову колісницю, а Квінта — надіслати йому опис острова. На відміну від Требація, що так і не відправився в Британію, Квінт дістався острова та надіслав Цицерону кілька листів, так само, як і Цезар.
Настроєний не повторити торішньої помилки, Цезар зібрав більше військо, ніж під час попереднього походу — п'ять легіонів замість двох та дві тисячі кавалерії. Військо мало переправлятися, використовуючи кораблі, розроблені Цезарем, використовуючи венетійські суднобудівельні технології, та які були більш придатними для висадки (ширшими та нижчими). Портом відплиття було названо Ітій.

### Переправа та висадка
Лабеній був залишений Цезарем в Ітію для контролю регулярної відправки транспортів з провіантом в Британію. До військової флотилії приєдналося багато торговельних суден під проводом римлян або мешканців римських провінцій, які сподівалися отримати зиск з торгівлі. Найбільш ймовірно, що кількість кораблів (800) яка згадується Цезарем, як розмір його флоту, включає також ці торговельні судна.
Військо Цезаря висадилося в точці, яку було визначено як оптимальну під час попереднього походу. Брити не перешкоджали висадці, очевидно, як стверджує Цезар, вражені розміром флоту, проте це могло бути стратегічним кроком з метою зібрати власні сили.

### Похід вглиб Британії
Після висадки Цезар залишив Квінтія Атрія на чолі берегового плацдарму та негайно почав рух вглиб, просунувшись на 20 км, де зустрів британців, орієнтовно біля річки Стаур (англ. Stour) — майбутнього місця розташування Кентербері. Британці атакували римлян, проте атака була відбита, після чого британці зробили спробу перегрупувати сили під захистом своїх лісових укріплень, проте римляни знову завдали їм поразки і розсіяли британське військо. Оскільки наближалася ніч, Цезар вирішив не переслідувати залишки британського війська та розбити табір.

### Результати та наслідки
Цезарю не вдалося захопити нових територій, проте встановлення на трон Мандубракія ознаменувало початок системи клієнтських королівств в Британії, таким чином, острів було включено в сферу римського політичного впливу. Дипломатичні та торговельні стосунки продовжували розвиватися протягом наступного сторіччя, створивши підґрунтя для повного підкорення, здійсненого Клавдієм в 43. Як казав Тацит:
|  | Фактично, це був богоподібний Юлій, хто першим серед римлян увійшов в Британією на чолі армії, він жахнув аборигенів під час успішної битви та став господарем узбережжя, проте треба сказати, що він радше відкрив, ніж підпорядкував, Британію для Рима |